# Jimmy Butler
Jimmy Butler III (Houston, 14 de setembre de 1989) és un jugador de bàsquet professional estatunidenc dels Golden State Warriors de la National Basketball Association (NBA). Després de jugar un any de bàsquet universitari al Tyler Junior College, es va traslladar a la Universitat de Marquette. Va ser seleccionat amb la 30a selecció general de la draft de l'NBA del 2011 pels Chicago Bulls. Sobrenomenat "Jimmy Buckets", Butler és cinc vegades All-Star de l'NBA, tres vegades guardonat per l'Equip de l'NBA i quatre vegades guardonat per l'equip de l'NBA. El 2015 va ser nomenat el jugador millorat de l'NBA.

## Primers anys de vida
Abans de l'esborrany del 2011, un director general de l'NBA va dir sobre Butler: «La seva història és una de les més notables que he vist en tots els meus anys de bàsquet. Hi va haver tantes vegades a la seva vida on va estar preparat per fracassar. temps, va superar enormes probabilitats. Quan parles amb ell —i dubta a parlar de la seva vida—, només tens la sensació que aquest nen té grandesa en ell».
Nascut a Houston, Texas, el pare de Butler va abandonar la família quan era petit. Quan tenia 13 anys i vivia al suburbi de Tomball, a Houston, la seva mare el va expulsar de casa. Mentre Butler ho recordava en una entrevista del 2011, ella li va dir: «No m'agrada el teu aspecte. Has de marxar». Llavors va rebotar entre les cases de diversos amics, quedant-se unes setmanes a la vegada abans de mudar-se a una altra casa. Malgrat això, Butler manté una estreta relació amb els seus pares, dient: «No tinc rancors. Encara parlo amb la meva família. La meva mare. El meu pare. Ens estimem. Això no canviarà mai».
En una lliga de bàsquet d'estiu abans del seu darrer any a l'escola secundària Tomball, va ser notat per Jordan Leslie, un jugador de bàsquet de futbol i bàsquet de l'escola, que el va desafiar a un concurs de trets de tres punts. Els dos es van fer amics immediatament, i Butler va començar a allotjar-se a casa de Leslie. Tot i que la mare i el padrastre del seu amic, que tenien sis fills més entre ells, al principi eren reticents, el van acollir en pocs mesos. Butler més tard diria: «Em van acceptar a la seva família. I no va ser pel bàsquet. Ella [Michelle Lambert, la mare de Leslie] era molt amorosa. Simplement feia coses així. No m'ho podia creure».
Com a júnior a Tomball High, Butler va fer una mitjana de 10 punts per partit. Com a capità de l'equip sènior i de l'equip el 2006-2007, Butler va fer una mitjana de 19,9 punts i 8,7 rebots per partit i posteriorment va ser elegit el jugador més valuós del seu equip.
Butler no va ser molt reclutat quan sortia de l'escola secundària i va optar per assistir al Tyler Junior College de Tyler, Texas.

## Carrera universitària
Després de la seva primera temporada a Tyler, on havia aconseguit una mitjana de 18,1 punts, 7,7 rebots i 3,1 assistències per partit, Butler va obtenir interès pels programes de la Divisió I. Considerat un reclutat de dues estrelles per 247Sports.com, va ser classificat com el prospecte número 127 de la universitat junior el 2008.
Butler va acceptar una beca atlètica per assistir a Marquette, on, com a segon de la temporada 2008-09, va fer una mitjana de 5,6 punts i 3,9 rebots per partit i va registrar un percentatge de tirs lliures del 76,8%. Va passar a la formació inicial com a júnior durant la campanya 2009-10 per aconseguir una mitjana de 14,7 punts i 6,4 rebots per partit, i va obtenir honors a la Menció Honorífica All-Big East. La seva temporada es va destacar per dos tirs guanyadors de jocs contra UConn i St. John's, per ajudar a Marquette a acabar 11-7 al Big East i guanyar la seva cinquena aparició consecutiva al torneig NCAA. Com a sènior el 2010-11, va obtenir una mitjana de 15,7 punts per partit i va guanyar una Menció Honorífica All-Big East per segon any consecutiu.

## Carrera professional

### Chicago Bulls (2011-2017)

#### Primers anys
Butler va ser seleccionat per la Chicago Bulls amb la 30a selecció general en el draft de l'NBA del 2011. Va veure oportunitats limitades en el seu any de debutant, jugant 42 partits durant la temporada 2011-12 reduïda del bloqueig. La temporada següent va jugar els 82 partits dels Bulls. Després de jugar pocs minuts per començar la temporada 2012-13, va veure minuts significatius durant la segona meitat de la temporada, incloent començar els 12 partits de playoffs. Va aconseguir 28 punts aleshores contra els Toronto Raptors el 9 d'abril. Dos dies després, va registrar el seu primer partit de carrera 20/10 amb 22 punts i 14 rebots màxims en la carrera contra els New York Knicks.
La temporada 2013-14 va fer que Butler perdés 15 partits a causa d'una lesió, cosa que el va limitar a 67 partits. Va fer una mitjana de 38,7 minuts màxims a la carrera per partit, que es va classificar primer en la NBA. Va anotar 26 punts màxims a la temporada contra els Memphis Grizzlies el 30 de desembre. Va establir un rècord de franquícia quan va jugar 60:20 en un partit de triple pròrroga contra l'Orlando Magic el 15 de gener i va acabar amb 21 punts, set rebots i sis assistències. Al final de la temporada, va ser nomenat membre del Segon Equip Tot Defensiu de la NBA.

#### Temporada 2014–15
El 25 de novembre de 2014, Butler va empatar una carrera màxima amb 32 punts en una derrota contra els Denver Nuggets. El 3 de desembre de 2014 va ser nomenat Jugador del Mes de la Conferència Oriental per partides jugades a l'octubre / novembre. Més tard, va establir una nova carrera màxima de 35 punts en una victòria de 103-97 contra els New York Knicks el 18 de desembre. El 29 de gener de 2015, Butler va ser nomenat reserva de la Conferència de l'Est en el Joc de les Estrelles de l'NBA de 2015. El 2 de març de 2015 va ser descartat de tres a sis setmanes amb una lesió al colze esquerre. Va tornar a l'acció el 23 de març contra els Charlotte Hornets, registrant 19 punts i 9 rebots en una victòria del 98-86.
El 20 d'abril, Butler va assolir la màxima carrera en els playoffs per al segon partit consecutiu, aconseguint 31 punts en la victòria dels Bulls per 91–82 sobre els Milwaukee Bucks per guanyar-se per 2-0 en la seva primera ronda. El 25 d'abril, Butler va tornar a guanyar una carrera en els playoffs amb 33 punts, en una derrota de 92-90 dels Bulls davant els Bucks, reduint la seva sèrie a 3-2. Van guanyar el 6è joc de la sèrie, passant a les semifinals, on van perdre 4–2 davant els Cleveland Cavaliers. El 7 de maig, va ser nomenat jugador més millorat de l'NBA 2014-15 i es va convertir en el primer jugador de la història de la franquícia a guanyar el premi.

#### Temporada 2015–16
El 9 de juliol de 2015, Butler va tornar a signar amb els Bulls un contracte de cinc anys i 95 milions de dòlars. L'acord incloïa una opció de jugador per cinquè any. El 9 de desembre, va aconseguir 36 punts en la seva carrera professional en una derrota contra els Boston Celtics. Va superar aquesta marca amb 43 punts el 18 de desembre en una pèrdua per pròrroga de 147 a 144 contra els Detroit Pistons. El 3 de gener, Butler va batre el rècord de punts de Michael Jordan a la meitat, aconseguint 40 dels seus 42 després del descans per conduir els Bulls a una victòria de 115-113 contra els Toronto Raptors. Dos dies després, va anotar 32 punts i una màxima temporada de 10 assistències en una victòria de 117-106 sobre els Milwaukee Bucks. El 14 de gener, va aconseguir 53 punts màxims a la carrera en una victòria de 115-111 per pròrroga als Philadelphia 76ers. Butler també va tenir 10 rebots i sis assistències mentre feia 15 de 30 gols de camp i tirs lliures de 21 de 25 per ajudar els Bulls a guanyar una ratxa de tres partits perduts.
Es va convertir en el primer jugador de Bulls a aconseguir 50 punts des de Jamal Crawford el 2004. El 5 de febrer, Butler va patir una tensió del genoll esquerre en un partit contra els Denver Nuggets i va perdre gairebé quatre setmanes. Va ser votat per jugar al All-Star Game de la NBA de 2016, però la lesió el va obligar a abandonar la seva carrera, i posteriorment va ser substituït a l'equip est pel seu company d'equip Pau Gasol. Butler es va perdre 11 partits amb la lesió al genoll i va tornar a l'acció dels Bulls el 5 de març contra els Houston Rockets. En 34 minuts d'acció, va registrar 24 punts, 11 rebots, 6 assistències i 1 robatori en una victòria de 108-100, ajudant els Bulls a guanyar una ratxa de quatre partits derrotats. No obstant això, va tornar al marge el 7 de març pel partit de l'equip contra els Milwaukee Bucks a causa de dolor a l'esquena i inflor al genoll esquerre. Després d'una absència de tres jocs, va tornar a l'acció el 14 de març contra els Toronto Raptors. El 2 d'abril, va registrar la seva primera carrera triple-doble amb 28 punts i màxims de la carrera de 17 rebots i 12 assistències en una derrota de 94-90 contra els Detroit Pistons. En la final de la temporada dels Bulls, el 13 d'abril, Butler va registrar el seu segon triple doble de carrera amb 10 punts, 12 rebots i 10 assistències en una victòria de 115-105 sobre els Philadelphia 76ers.